# Аннін потік
Аннін потік (словац. Annin potok) — річка в Словаччині, ліва притока Сестрча, протікає в окрузі Ліптовський Мікулаш.
Довжина приблизно 2.5-3.1 км. Витік знаходиться в масиві Хоцькі гори (схил гори Черенова) — на висоті близько 875 метрів. Протікає територією сіл Ліптовська Анна і Буковіна.
Впадає у Сестрч на висоті приблизно 605 метрів.